# Schizomeria whitei
Schizomeria whitei är en tvåhjärtbladig växtart som beskrevs av Johannes Mattfeld. Schizomeria whitei ingår i släktet Schizomeria och familjen Cunoniaceae. Inga underarter finns listade i Catalogue of Life.